# هاينس سميث
هاينس سميث (بالإنجليزية: Hannes Smith)‏ هو صحفي ناميبي، ولد في 17 مارس 1933، وتوفي في 5 أغسطس 2008 بسبب مرض آلزهايمر.